# Liste des arrondissements d'Allemagne
Ci-dessous se trouve la liste des 294 arrondissements (Landkreise) d’Allemagne, par ordre alphabétique.
Il existe aussi 107 villes-arrondissements qui constituent à elles seules un arrondissement (voir la liste des villes-arrondissements d'Allemagne).
Les arrondissements sont répartis selon les Länder comme suit :
- Bade-Wurtemberg : 35
- Basse-Saxe : 37 (dont la « Région de Hanovre »)
- Bavière : 71
- Brandebourg : 14
- Hesse : 21
- Mecklembourg-Poméranie-Occidentale : 6
- Rhénanie-du-Nord-Westphalie : 31
- Rhénanie-Palatinat : 24
- Sarre : 6 (dont la « communauté urbaine de Sarrebruck » (Stadtverband Saarbrücken) ayant des pouvoirs d’arrondissement)
- Saxe : 10
- Saxe-Anhalt : 11
- Schleswig-Holstein : 11
- Thuringe : 17

| Arrondissement                                                                                  | Land                               | Chef-lieu                                     |
| ----------------------------------------------------------------------------------------------- | ---------------------------------- | --------------------------------------------- |
| Arrondissement d'Aix-la-Chapelle (Kreis Aachen)                                                 | Rhénanie-du-Nord-Westphalie        | Aix-la-Chapelle (Aachen)                      |
| Arrondissement d'Ahrweiler                                                                      | Rhénanie-Palatinat                 | Bad Neuenahr-Ahrweiler                        |
| Arrondissement d'Aichach-Friedberg                                                              | Bavière                            | Aichach                                       |
| Arrondissement d'Alb-Danube (Alb-Donau)                                                         | Bade-Wurtemberg                    | Ulm                                           |
| Arrondissement d'Altenkirchen (Westerwald)                                                      | Rhénanie-Palatinat                 | Altenkirchen (Westerwald)                     |
| Arrondissement d'Altmark-Salzwedel                                                              | Saxe-Anhalt                        | Salzwedel                                     |
| Arrondissement d'Altötting                                                                      | Bavière                            | Altötting                                     |
| Arrondissement d'Alzey-Worms                                                                    | Rhénanie-Palatinat                 | Alzey                                         |
| Arrondissement d'Amberg-Sulzbach                                                                | Bavière                            | Amberg                                        |
| Arrondissement d'Ammerland                                                                      | Basse-Saxe                         | Westerstede                                   |
| Arrondissement d'Anhalt-Bitterfeld                                                              | Saxe-Anhalt                        | Köthen                                        |
| Arrondissement d'Ansbach                                                                        | Bavière                            | Ansbach                                       |
| Arrondissement d'Aschaffenbourg                                                                 | Bavière                            | Aschaffenbourg (Aschaffenburg)                |
| Arrondissement d'Augsbourg                                                                      | Bavière                            | Augsbourg (Augsburg)                          |
| Arrondissement d'Aurich                                                                         | Basse-Saxe                         | Aurich                                        |
| Arrondissement de Bad Doberan                                                                   | Mecklembourg-Poméranie-Occidentale | Bad Doberan                                   |
| Arrondissement de Bad Dürkheim                                                                  | Rhénanie-Palatinat                 | Bad Dürkheim                                  |
| Arrondissement de Bad Kissingen                                                                 | Bavière                            | Bad Kissingen                                 |
| Arrondissement de Bad Kreuznach                                                                 | Rhénanie-Palatinat                 | Bad Kreuznach                                 |
| Arrondissement de Bad Tölz-Wolfratshausen                                                       | Bavière                            | Bad Tölz                                      |
| Arrondissement de Bamberg                                                                       | Bavière                            | Bamberg                                       |
| Arrondissement de Barnim                                                                        | Brandebourg                        | Eberswalde                                    |
| Arrondissement de Bautzen                                                                       | Saxe                               | Bautzen                                       |
| Arrondissement de Bayreuth                                                                      | Bavière                            | Bayreuth                                      |
| Arrondissement de la Bergstraße                                                                 | Hesse                              | Heppenheim                                    |
| Arrondissement de Bernkastel-Wittlich                                                           | Rhénanie-Palatinat                 | Wittlich                                      |
| Arrondissement de Biberach                                                                      | Bade-Wurtemberg                    | Biberach                                      |
| Arrondissement de Birkenfeld                                                                    | Rhénanie-Palatinat                 | Birkenfeld                                    |
| Arrondissement de Böblingen                                                                     | Bade-Wurtemberg                    | Böblingen                                     |
| Arrondissement de Börde                                                                         | Saxe-Anhalt                        | Haldensleben                                  |
| Arrondissement de Borken                                                                        | Rhénanie-du-Nord-Westphalie        | Borken                                        |
| Arrondissement de Brisgau-Haute-Forêt-Noire (Breisgau-Hochschwarzwald)                          | Bade-Wurtemberg                    | Fribourg-en-Brisgau (Freiburg im Breisgau)    |
| Arrondissement du Burgenland                                                                    | Saxe-Anhalt                        | Naumbourg                                     |
| Arrondissement de Cassel                                                                        | Hesse                              | Cassel                                        |
| Arrondissement de Calw                                                                          | Bade-Wurtemberg                    | Calw                                          |
| Arrondissement de Celle                                                                         | Basse-Saxe                         | Celle                                         |
| Arrondissement de Cham                                                                          | Bavière                            | Cham                                          |
| Arrondissement de Clèves (Kleve)                                                                | Rhénanie-du-Nord-Westphalie        | Clèves (Kleve)                                |
| Arrondissement de Cloppenburg                                                                   | Basse-Saxe                         | Cloppenburg                                   |
| Arrondissement de Cobourg                                                                       | Bavière                            | Cobourg (Coburg)                              |
| Arrondissement de Cochem-Zell                                                                   | Rhénanie-Palatinat                 | Cochem                                        |
| Arrondissement de Coesfeld                                                                      | Rhénanie-du-Nord-Westphalie        | Coesfeld                                      |
| Arrondissement du Comté de Bentheim (Grafschaft Bentheim)                                       | Basse-Saxe                         | Nordhorn                                      |
| Arrondissement de Constance (Konstanz)                                                          | Bade-Wurtemberg                    | Constance (Konstanz)                          |
| Arrondissement de Cuxhaven                                                                      | Basse-Saxe                         | Cuxhaven                                      |
| Arrondissement de Dachau                                                                        | Bavière                            | Dachau                                        |
| Arrondissement de Dahme-Forêt-de-Spree (Dahme-Spreewald)                                        | Brandebourg                        | Lübben                                        |
| Arrondissement de Darmstadt-Dieburg                                                             | Hesse                              | Darmstadt                                     |
| Arrondissement de Deggendorf                                                                    | Bavière                            | Deggendorf                                    |
| Arrondissement de Demmin                                                                        | Mecklembourg-Poméranie-Occidentale | Demmin                                        |
| Arrondissement de Diepholz                                                                      | Basse-Saxe                         | Diepholz                                      |
| Arrondissement de Dillingen                                                                     | Bavière                            | Dillingen                                     |
| Arrondissement de Dingolfing-Landau                                                             | Bavière                            | Dingolfing                                    |
| Arrondissement de Dithmarse                                                                     | Schleswig-Holstein                 | Heide                                         |
| Arrondissement de Danube-Ries                                                                   | Bavière                            | Donauwörth                                    |
| Arrondissement de Düren                                                                         | Rhénanie-du-Nord-Westphalie        | Düren                                         |
| Arrondissement d'Ebersberg                                                                      | Bavière                            | Ebersberg                                     |
| Arrondissement d'Eichsfeld                                                                      | Thuringe                           | Heilbad Heiligenstadt                         |
| Arrondissement d'Eichstätt                                                                      | Bavière                            | Eichstätt                                     |
| Arrondissement d'Eifel-Bitburg-Prüm                                                             | Rhénanie-Palatinat                 | Bitburg                                       |
| Arrondissement d'Elbe-Elster                                                                    | Brandebourg                        | Herzberg                                      |
| Arrondissement d'Emmendingen                                                                    | Bade-Wurtemberg                    | Emmendingen                                   |
| Arrondissement d'Ennepe-Ruhr                                                                    | Rhénanie-du-Nord-Westphalie        | Schwelm                                       |
| Arrondissement d'Enz                                                                            | Bade-Wurtemberg                    | Pforzheim                                     |
| Arrondissement d'Erding                                                                         | Bavière                            | Erding                                        |
| Arrondissement d'Erlangen-Höchstadt                                                             | Bavière                            | Erlangen                                      |
| Arrondissement d'Esslingen                                                                      | Bade-Wurtemberg                    | Esslingen                                     |
| Arrondissement d'Euskirchen                                                                     | Rhénanie-du-Nord-Westphalie        | Euskirchen                                    |
| Arrondissement de Forchheim                                                                     | Bavière                            | Forchheim                                     |
| Arrondissement de Forêt-Noire-Baar (Schwarzwald-Baar)                                           | Bade-Wurtemberg                    | Villingen-Schwenningen                        |
| Arrondissement de Freising                                                                      | Bavière                            | Freising                                      |
| Arrondissement de Freudenstadt                                                                  | Bade-Wurtemberg                    | Freudenstadt                                  |
| Arrondissement de Freyung-Grafenau                                                              | Bavière                            | Freyung                                       |
| Arrondissement de Frise (Friesland)                                                             | Basse-Saxe                         | Jever                                         |
| Arrondissement de Frise-du-Nord (Nordfriesland)                                                 | Schleswig-Holstein                 | Husum                                         |
| Arrondissement de Fulda                                                                         | Hesse                              | Fulda                                         |
| Arrondissement de Fürstenfeldbruck                                                              | Bavière                            | Fürstenfeldbruck                              |
| Arrondissement de Fürth                                                                         | Bavière                            | Zirndorf                                      |
| Arrondissement de Garmisch-Partenkirchen                                                        | Bavière                            | Garmisch-Partenkirchen                        |
| Arrondissement de Germersheim                                                                   | Rhénanie-Palatinat                 | Germersheim                                   |
| Arrondissement de Giessen                                                                       | Hesse                              | Giessen                                       |
| Arrondissement de Gifhorn                                                                       | Basse-Saxe                         | Gifhorn                                       |
| Arrondissement de Göppingen                                                                     | Bade-Wurtemberg                    | Göppingen                                     |
| Arrondissement de Görlitz                                                                       | Saxe                               | Görlitz                                       |
| Arrondissement de Goslar                                                                        | Basse-Saxe                         | Goslar                                        |
| Arrondissement de Gotha                                                                         | Thuringe                           | Gotha                                         |
| Arrondissement de Göttingen                                                                     | Basse-Saxe                         | Göttingen                                     |
| Arrondissement de Greiz                                                                         | Thuringe                           | Greiz                                         |
| Arrondissement de Groß-Gerau                                                                    | Hesse                              | Groß-Gerau                                    |
| Arrondissement de Guntzbourg (Günzburg)                                                         | Bavière                            | Günzburg                                      |
| Arrondissement de Güstrow                                                                       | Mecklembourg-Poméranie-Occidentale | Güstrow                                       |
| Arrondissement de Gütersloh                                                                     | Rhénanie-du-Nord-Westphalie        | Gütersloh                                     |
| Arrondissement de Hamelin-Pyrmont (Hameln-Pyrmont)                                              | Basse-Saxe                         | Hamelin (Hameln)                              |
| Région de Hanovre (Region Hannover)                                                             | Basse-Saxe                         | Hanovre (Hannover)                            |
| Arrondissement de Harburg                                                                       | Basse-Saxe                         | Winsen                                        |
| Arrondissement de Harz                                                                          | Saxe-Anhalt                        | Halberstadt                                   |
| Arrondissement de Hassberge                                                                     | Bavière                            | Haßfurt                                       |
| Arrondissement de Haute-Forêt-de-Spree-Lusace (Oberspreewald-Lausitz)                           | Brandebourg                        | Senftenberg                                   |
| Arrondissement de Haute-Havel (Oberhavel)                                                       | Brandebourg                        | Oranienbourg                                  |
| Arrondissement du Haut-Berg (Oberbergischer)                                                    | Rhénanie-du-Nord-Westphalie        | Gummersbach                                   |
| Arrondissement du Haut-Sauerland (Hochsauerland)                                                | Rhénanie-du-Nord-Westphalie        | Meschede                                      |
| Arrondissement du Haut-Taunus (Hochtaunus)                                                      | Hesse                              | Bad Homburg                                   |
| Arrondissement de Heidenheim                                                                    | Bade-Wurtemberg                    | Heidenheim                                    |
| Arrondissement de Heilbronn                                                                     | Bade-Wurtemberg                    | Heilbronn                                     |
| Arrondissement de Heinsberg                                                                     | Rhénanie-du-Nord-Westphalie        | Heinsberg                                     |
| Arrondissement de Helmstedt                                                                     | Basse-Saxe                         | Helmstedt                                     |
| Arrondissement de Herford                                                                       | Rhénanie-du-Nord-Westphalie        | Herford                                       |
| Arrondissement de Hersfeld-Rotenburg                                                            | Hesse                              | Bad Hersfeld                                  |
| Arrondissement du duché de Lauenbourg (Herzogtum Lauenburg)                                     | Schleswig-Holstein                 | Ratzebourg (Ratzeburg)                        |
| Arrondissement de Hildburghausen                                                                | Thuringe                           | Hildburghausen                                |
| Arrondissement de Hildesheim                                                                    | Basse-Saxe                         | Hildesheim                                    |
| Arrondissement d'Hof                                                                            | Bavière                            | Hof                                           |
| Arrondissement de Hohenlohe                                                                     | Bade-Wurtemberg                    | Künzelsau                                     |
| Arrondissement du Holstein-de-l'Est (Ostholstein)                                               | Schleswig-Holstein                 | Eutin                                         |
| Arrondissement de Holzminden                                                                    | Basse-Saxe                         | Holzminden                                    |
| Arrondissement de Höxter                                                                        | Rhénanie-du-Nord-Westphalie        | Höxter                                        |
| Arrondissement d'Ilm                                                                            | Thuringe                           | Arnstadt                                      |
| Arrondissement du Pays-de-Jerichow (“Jerichower Land”)                                          | Saxe-Anhalt                        | Burg                                          |
| Arrondissement de Kaiserslautern                                                                | Rhénanie-Palatinat                 | Kaiserslautern                                |
| Arrondissement de Karlsruhe                                                                     | Bade-Wurtemberg                    | Karlsruhe                                     |
| Arrondissement de Kelheim                                                                       | Bavière                            | Kelheim                                       |
| Arrondissement de Kitzingen                                                                     | Bavière                            | Kitzingen                                     |
| Arrondissement de Kronach                                                                       | Bavière                            | Kronach                                       |
| Arrondissement de Kulmbach                                                                      | Bavière                            | Kulmbach                                      |
| Arrondissement de Kusel                                                                         | Rhénanie-Palatinat                 | Kusel                                         |
| Arrondissement de Kyffhäuser                                                                    | Thuringe                           | Sondershausen                                 |
| Arrondissement de Lahn-Dill                                                                     | Hesse                              | Wetzlar                                       |
| Arrondissement du Lac de Constance (Bodenseekreis)                                              | Bade-Wurtemberg                    | Friedrichshafen                               |
| Arrondissement de Landsberg                                                                     | Bavière                            | Landsberg                                     |
| Arrondissement de Landshut                                                                      | Bavière                            | Landshut                                      |
| Arrondissement de Leer                                                                          | Basse-Saxe                         | Leer                                          |
| Arrondissement de Leipzig                                                                       | Saxe                               | Borna                                         |
| Arrondissement de Lichtenfels                                                                   | Bavière                            | Lichtenfels                                   |
| Arrondissement de Limburg-Weilburg                                                              | Hesse                              | Limburg                                       |
| Arrondissement de Lindau                                                                        | Bavière                            | Lindau                                        |
| Arrondissement de Lippe                                                                         | Rhénanie-du-Nord-Westphalie        | Detmold                                       |
| Arrondissement de Lörrach                                                                       | Bade-Wurtemberg                    | Lörrach                                       |
| Arrondissement de Lüchow-Dannenberg                                                             | Basse-Saxe                         | Lüchow (Wendland)                             |
| Arrondissement de Ludwigsbourg                                                                  | Bade-Wurtemberg                    | Ludwigsbourg (Ludwigsburg)                    |
| Arrondissement de Ludwigslust                                                                   | Mecklembourg-Poméranie-Occidentale | Ludwigslust                                   |
| Arrondissement de Lunebourg                                                                     | Basse-Saxe                         | Lunebourg (Lüneburg)                          |
| Arrondissement de Main-Kinzig                                                                   | Hesse                              | Gelnhausen                                    |
| Arrondissement de Main-Spessart                                                                 | Bavière                            | Karlstadt-sur-le-Main                         |
| Arrondissement de Main-Tauber                                                                   | Bade-Wurtemberg                    | Tauberbischofsheim                            |
| Arrondissement de Main-Taunus                                                                   | Hesse                              | Hofheim am Taunus                             |
| Arrondissement de Mansfeld-Harz-du-Sud (Mansfeld-Südharz)                                       | Saxe-Anhalt                        | Sangerhausen                                  |
| Arrondissement de Marbourg-Biedenkopf                                                           | Hesse                              | Marbourg (Marburg)                            |
| Arrondissement de La Marck (Märkischer Kreis)                                                   | Rhénanie-du-Nord-Westphalie        | Lüdenscheid                                   |
| Arrondissement de Märkisch-Pays de l'Oder (Märkisch-Oderland)                                   | Brandebourg                        | Seelow                                        |
| Arrondissement de Mayence-Bingen (Mainz-Bingen)                                                 | Rhénanie-Palatinat                 | Ingelheim am Rhein                            |
| Arrondissement de Mayen-Coblence (Mayen-Koblenz)                                                | Rhénanie-Palatinat                 | Coblence (Koblenz)                            |
| Arrondissement du Mecklembourg-du-Nord-Ouest (Nordwestmecklenburg)                              | Mecklembourg-Poméranie-Occidentale | Grevesmühlen                                  |
| Arrondissement de Mecklembourg-Strelitz                                                         | Mecklembourg-Poméranie-Occidentale | Neustrelitz                                   |
| Arrondissement de Meissen (Meißen)                                                              | Saxe                               | Meissen                                       |
| Arrondissement de Merzig-Wadern                                                                 | Sarre                              | Merzig                                        |
| Arrondissement de Mettmann                                                                      | Rhénanie-du-Nord-Westphalie        | Mettmann                                      |
| Arrondissement de Miesbach                                                                      | Bavière                            | Miesbach                                      |
| Arrondissement de Miltenberg                                                                    | Bavière                            | Miltenberg                                    |
| Arrondissement de Minden-Lübbecke                                                               | Rhénanie-du-Nord-Westphalie        | Minden                                        |
| Arrondissement des Monts-Métallifères (Erzgebirgskreis)                                         | Saxe                               | Annaberg-Buchholz                             |
| Arrondissement du Mont-Tonnerre (Donnersberg)                                                   | Rhénanie-Palatinat                 | Kirchheimbolanden                             |
| Arrondissement de Mühldorf                                                                      | Bavière                            | Mühldorf am Inn                               |
| Arrondissement de Munich (München)                                                              | Bavière                            | Munich (München)                              |
| Arrondissement de Müritz                                                                        | Mecklembourg-Poméranie-Occidentale | Waren                                         |
| Arrondissement de Neckar-Odenwald                                                               | Bade-Wurtemberg                    | Mosbach                                       |
| Arrondissement de Neuburg-Schrobenhausen                                                        | Bavière                            | Neubourg-sur-le-Danube (Neuburg an der Donau) |
| Arrondissement de Neumarkt in der Oberpfalz                                                     | Bavière                            | Neumarkt in der Oberpfalz                     |
| Arrondissement de Neunkirchen                                                                   | Sarre                              | Ottweiler                                     |
| Arrondissement de Neustadt an der Aisch-Bad Windsheim                                           | Bavière                            | Neustadt an der Aisch                         |
| Arrondissement de Neustadt an der Waldnaab                                                      | Bavière                            | Neustadt an der Waldnaab                      |
| Arrondissement de Neu-Ulm                                                                       | Bavière                            | Neu-Ulm                                       |
| Arrondissement de Neuwied                                                                       | Rhénanie-Palatinat                 | Neuwied                                       |
| Arrondissement de Nienburg/Weser                                                                | Basse-Saxe                         | Nienburg/Weser                                |
| Arrondissement de Nordhausen                                                                    | Thuringe                           | Nordhausen                                    |
| Arrondissement de Northeim                                                                      | Basse-Saxe                         | Northeim                                      |
| Arrondissement d'Oberallgäu                                                                     | Bavière                            | Sonthofen                                     |
| Arrondissement de l'Odenwald                                                                    | Hesse                              | Erbach                                        |
| Arrondissement d'Oder-Spree                                                                     | Brandebourg                        | Beeskow                                       |
| Arrondissement d'Offenbach                                                                      | Hesse                              | Dietzenbach                                   |
| Arrondissement d'Oldenbourg                                                                     | Basse-Saxe                         | Wildeshausen                                  |
| Arrondissement d'Olpe                                                                           | Rhénanie-du-Nord-Westphalie        | Olpe                                          |
| Arrondissement de l'Ortenau                                                                     | Bade-Wurtemberg                    | Offenbourg                                    |
| Arrondissement d'Osnabrück                                                                      | Basse-Saxe                         | Osnabrück                                     |
| Arrondissement d'Ostalb                                                                         | Bade-Wurtemberg                    | Aalen                                         |
| Arrondissement d'Ostallgäu                                                                      | Bavière                            | Marktoberdorf                                 |
| Arrondissement d'Osterholz                                                                      | Basse-Saxe                         | Osterholz-Scharmbeck                          |
| Arrondissement de Paderborn                                                                     | Rhénanie-du-Nord-Westphalie        | Paderborn                                     |
| Arrondissement du Palatinat-Sud-Ouest (Südwestpfalz)                                            | Rhénanie-Palatinat                 | Pirmasens                                     |
| Arrondissement de Parchim                                                                       | Mecklembourg-Poméranie-Occidentale | Parchim                                       |
| Arrondissement de Passau                                                                        | Bavière                            | Passau                                        |
| Arrondissement du Pays-d'Altenbourg (Altenburger Land)                                          | Thuringe                           | Altenbourg (Altenburg)                        |
| Arrondissement du Pays-de-Berchtesgaden (Berchtesgadener Land)                                  | Bavière                            | Bad Reichenhall                               |
| Arrondissement du Pays de l'Ems (Emsland)                                                       | Basse-Saxe                         | Meppen                                        |
| Arrondissement du Pays de la Havel (Havelland)                                                  | Brandebourg                        | Rathenow                                      |
| Arrondissement du Pays-de-Nuremberg (Nürnberger Land)                                           | Bavière                            | Lauf an der Pegnitz                           |
| Arrondissement de Peine                                                                         | Basse-Saxe                         | Peine                                         |
| Arrondissement de Pfaffenhofen                                                                  | Bavière                            | Pfaffenhofen an der Ilm                       |
| Arrondissement de Pinneberg                                                                     | Schleswig-Holstein                 | Pinneberg                                     |
| Arrondissement de Plön                                                                          | Schleswig-Holstein                 | Plön                                          |
| Arrondissement de Poméranie-Occidentale-du-Nord (Nordvorpommern)                                | Mecklembourg-Poméranie-Occidentale | Grimmen                                       |
| Arrondissement de Poméranie-Occidentale-de-l'Est (Ostvorpommern)                                | Mecklembourg-Poméranie-Occidentale | Anklam                                        |
| Arrondissement de Potsdam-Mittelmark                                                            | Brandebourg                        | Belzig                                        |
| Arrondissement de Prignitz                                                                      | Brandebourg                        | Perleberg                                     |
| Arrondissement de Prignitz-de-l'Est-Ruppin (Ostprignitz-Ruppin)                                 | Brandebourg                        | Neuruppin                                     |
| Arrondissement de Rastatt                                                                       | Bade-Wurtemberg                    | Rastatt                                       |
| Arrondissement de Ratisbonne (Landkreis Regensburg)                                             | Bavière                            | Ratisbonne (Regensburg)                       |
| Arrondissement de Ravensbourg                                                                   | Bade-Wurtemberg                    | Ravensbourg (Ravensburg)                      |
| Arrondissement de Recklinghausen                                                                | Rhénanie-du-Nord-Westphalie        | Recklinghausen                                |
| Arrondissement de Regen                                                                         | Bavière                            | Regen                                         |
| Arrondissement de Rems-Murr                                                                     | Bade-Wurtemberg                    | Waiblingen                                    |
| Arrondissement de Rendsburg-Eckernförde                                                         | Schleswig-Holstein                 | Rendsburg                                     |
| Arrondissement de Reutlingen                                                                    | Bade-Wurtemberg                    | Reutlingen                                    |
| Arrondissement de Rheingau-Taunus                                                               | Hesse                              | Bad Schwalbach                                |
| Arrondissement de Rhin-Berg (Rheinisch-Bergischer Kreis)                                        | Rhénanie-du-Nord-Westphalie        | Bergisch Gladbach                             |
| Arrondissement de Rhin-Erft (Rhein-Erft)                                                        | Rhénanie-du-Nord-Westphalie        | Bergheim                                      |
| Arrondissement de Rhin-Hunsrück (Rhein-Hunsrück)                                                | Rhénanie-Palatinat                 | Simmern/Hunsrück                              |
| Arrondissement de Rhin-Lahn (Rhein-Lahn)                                                        | Rhénanie-Palatinat                 | Bad Ems                                       |
| Arrondissement de Rhin-Neckar (Rhein-Neckar)                                                    | Bade-Wurtemberg                    | Heidelberg                                    |
| Arrondissement de Rhin Neuss (Rhein-Kreis Neuss)                                                | Rhénanie-du-Nord-Westphalie        | Neuss                                         |
| Arrondissement de Rhin-Palatinat (Rhein-Pfalz)                                                  | Rhénanie-Palatinat                 | Ludwigshafen                                  |
| Arrondissement de Rhin-Sieg (Rhein-Sieg)                                                        | Rhénanie-du-Nord-Westphalie        | Siegburg                                      |
| Arrondissement de Rhön-Grabfeld                                                                 | Bavière                            | Bad Neustadt                                  |
| Arrondissement de Rosenheim                                                                     | Bavière                            | Rosenheim                                     |
| Arrondissement de Rotenburg                                                                     | Basse-Saxe                         | Rotenburg                                     |
| Arrondissement de Roth                                                                          | Bavière                            | Roth                                          |
| Arrondissement de Rottal-Inn                                                                    | Bavière                            | Pfarrkirchen                                  |
| Arrondissement de Rottweil                                                                      | Bade-Wurtemberg                    | Rottweil                                      |
| Arrondissement de la Route-du-Vin-du-Sud (Südliche Weinstraße)                                  | Rhénanie-Palatinat                 | Landau in der Pfalz                           |
| Arrondissement de Rügen                                                                         | Mecklembourg-Poméranie-Occidentale | Bergen                                        |
| Arrondissement de Saale                                                                         | Saxe-Anhalt                        | Mersebourg                                    |
| Arrondissement de Saale-Holzland                                                                | Thuringe                           | Eisenberg                                     |
| Arrondissement de Saale-Orla                                                                    | Thuringe                           | Schleiz                                       |
| Arrondissement de Saalfeld-Rudolstadt                                                           | Thuringe                           | Saalfeld                                      |
| Arrondissement de Saint-Wendel (Sankt Wendel)                                                   | Sarre                              | Saint-Wendel (Sankt Wendel)                   |
| Arrondissement du Salzland                                                                      | Saxe-Anhalt                        | Bernburg (Saale)                              |
| Communauté urbaine de Sarrebruck (Stadtverband Saarbrücken)                                     | Sarre                              | Sarrebruck (Saarbrücken)                      |
| Arrondissement de Sarrelouis (Saarlouis)                                                        | Sarre                              | Sarrelouis (Saarlouis)                        |
| Arrondissement de Sarre-Palatinat (Saarpfalz)                                                   | Sarre                              | Hombourg                                      |
| Arrondissement de Saxe centrale (Mittelsachsen)                                                 | Saxe                               | Freiberg                                      |
| Arrondissement de Saxe-du-Nord (Nordsachsen)                                                    | Saxe                               | Torgau                                        |
| Arrondissement de Schaumburg                                                                    | Basse-Saxe                         | Stadthagen                                    |
| Arrondissement de Schleswig-Flensburg                                                           | Schleswig-Holstein                 | Schleswig                                     |
| Arrondissement de Schmalkalden-Meiningen                                                        | Thuringe                           | Meiningen                                     |
| Arrondissement de Schwäbisch Hall                                                               | Bade-Wurtemberg                    | Schwäbisch Hall                               |
| Arrondissement de Schwalm-Eder                                                                  | Hesse                              | Homberg (Efze)                                |
| Arrondissement de Schwandorf                                                                    | Bavière                            | Schwandorf                                    |
| Arrondissement de Schweinfurt                                                                   | Bavière                            | Schweinfurt¹                                  |
| Arrondissement de Segeberg                                                                      | Schleswig-Holstein                 | Bad Segeberg                                  |
| Arrondissement de Siegen-Wittgenstein                                                           | Rhénanie-du-Nord-Westphalie        | Siegen                                        |
| Arrondissement de Sigmaringen                                                                   | Bade-Wurtemberg                    | Sigmaringen                                   |
| Arrondissement de Soest                                                                         | Rhénanie-du-Nord-Westphalie        | Soest                                         |
| Arrondissement de la Lande (Heidekreis)                                                         | Basse-Saxe                         | Bad Fallingbostel                             |
| Arrondissement de Sömmerda                                                                      | Thuringe                           | Sömmerda                                      |
| Arrondissement de Sonneberg                                                                     | Thuringe                           | Sonneberg                                     |
| Arrondissement de Spree-Neisse (Spree-Neiße)                                                    | Brandebourg                        | Forst                                         |
| Arrondissement de Stade                                                                         | Basse-Saxe                         | Stade                                         |
| Arrondissement de Starnberg                                                                     | Bavière                            | Starnberg                                     |
| Arrondissement de Steinburg                                                                     | Schleswig-Holstein                 | Itzehoe                                       |
| Arrondissement de Steinfurt                                                                     | Rhénanie-du-Nord-Westphalie        | Steinfurt                                     |
| Arrondissement de Stendal                                                                       | Saxe-Anhalt                        | Stendal                                       |
| Arrondissement de Stormarn                                                                      | Schleswig-Holstein                 | Bad Oldesloe                                  |
| Arrondissement de Straubing-Bogen                                                               | Bavière                            | Straubing                                     |
| Arrondissement de Suisse-Saxonne-Monts-Métallifères-de-l'Est (Sächsische Schweiz-Osterzgebirge) | Saxe                               | Pirna                                         |
| Arrondissement de Teltow-Fläming                                                                | Brandebourg                        | Luckenwalde                                   |
| Arrondissement de Tirschenreuth                                                                 | Bavière                            | Tirschenreuth                                 |
| Arrondissement de Traunstein                                                                    | Bavière                            | Traunstein                                    |
| Arrondissement de Trèves-Sarrebourg (Trier-Saarburg)                                            | Rhénanie-Palatinat                 | Trèves (Trier)                                |
| Arrondissement de Tübingen                                                                      | Bade-Wurtemberg                    | Tubingue (Tübingen)                           |
| Arrondissement de Tuttlingen                                                                    | Bade-Wurtemberg                    | Tuttlingen                                    |
| Arrondissement d'Uckermark                                                                      | Brandebourg                        | Prenzlau                                      |
| Arrondissement d'Uecker-Randow                                                                  | Mecklembourg-Poméranie-Occidentale | Pasewalk                                      |
| Arrondissement d'Uelzen                                                                         | Basse-Saxe                         | Uelzen                                        |
| Arrondissement d'Unna                                                                           | Rhénanie-du-Nord-Westphalie        | Unna                                          |
| Arrondissement d'Unstrut-Hainich                                                                | Thuringe                           | Mühlhausen                                    |
| Arrondissement d'Unterallgäu                                                                    | Bavière                            | Mindelheim                                    |
| Arrondissement de Vechta                                                                        | Basse-Saxe                         | Vechta                                        |
| Arrondissement de Verden                                                                        | Basse-Saxe                         | Verden                                        |
| Arrondissement de Viersen                                                                       | Rhénanie-du-Nord-Westphalie        | Viersen                                       |
| Arrondissement de Vogelsberg                                                                    | Hesse                              | Lauterbach                                    |
| Arrondissement du Vogtland (Vogtlandkreis)                                                      | Saxe                               | Plauen                                        |
| Arrondissement de Vulkaneifel                                                                   | Rhénanie-Palatinat                 | Daun                                          |
| Arrondissement de Waldeck-Frankenberg                                                           | Hesse                              | Korbach                                       |
| Arrondissement de Waldshut                                                                      | Bade-Wurtemberg                    | Waldshut-Tiengen                              |
| Arrondissement de Warendorf                                                                     | Rhénanie-du-Nord-Westphalie        | Warendorf                                     |
| Arrondissement de Wartburg                                                                      | Thuringe                           | Eisenach                                      |
| Arrondissement de Weilheim-Schongau                                                             | Bavière                            | Weilheim                                      |
| Arrondissement du Pays-de-Weimar (Weimarer Land)                                                | Thuringe                           | Apolda                                        |
| Arrondissement de Weißenburg-Gunzenhausen                                                       | Bavière                            | Weißenburg in Bayern                          |
| Arrondissement de Werra-Meissner (Werra-Meißner)                                                | Hesse                              | Eschwege                                      |
| Arrondissement de Wesel                                                                         | Rhénanie-du-Nord-Westphalie        | Wesel                                         |
| Arrondissement de Wesermarsch                                                                   | Basse-Saxe                         | Brake                                         |
| Arrondissement de Westerwald                                                                    | Rhénanie-Palatinat                 | Montabaur                                     |
| Arrondissement de Wetterau                                                                      | Hesse                              | Friedberg                                     |
| Arrondissement de Wittemberg                                                                    | Saxe-Anhalt                        | Wittemberg                                    |
| Arrondissement de Wittmund                                                                      | Basse-Saxe                         | Wittmund                                      |
| Arrondissement de Wolfenbüttel                                                                  | Basse-Saxe                         | Wolfenbüttel                                  |
| Arrondissement de Wunsiedel im Fichtelgebirge                                                   | Bavière                            | Wunsiedel                                     |
| Arrondissement de Wurtzbourg (Würzburg)                                                         | Bavière                            | Wurtzbourg (Würzburg)                         |
| Arrondissement de Zollernalb                                                                    | Bade-Wurtemberg                    | Balingen                                      |
| Arrondissement de Zwickau                                                                       | Saxe                               | Zwickau                                       |